# Staatliche kirgisische Universität für Bauwesen, Verkehrswesen und Architektur
Die Staatliche kirgisische Universität für Bauwesen, Verkehrswesen und Architektur (russisch Кыргызский Государственный Университет Строительства, Транспорта и Архитектуры (КГУСТА), englisch Kyrgyz State University of Construction, Transportation and Architecture (KSUCTA)) ist eine Hochschule in Bischkek, Kirgisistan.

## Geschichte
Vorgänger der heutigen Universität war ein 1954 gegründetes Polytechnisches Institut. 1992 wurde vom Polytechnischen Institut in Bischkek das Kirgisische Architektur- und Bauinstitut gegründet; 1998 wurde die Hochschule umfirmiert in die heutige Bezeichnung.
Die Universität bietet Ausbildungen in vier Fakultäten mit 44 Fachbereichen und über 60 Fachrichtungen an. Die Lehre und Forschung der ca. 11.000 Studenten (7.000 Vollzeit-Studenten / 4.000 Teilzeit-Studierende) wird von ca. 500 Professoren und Dozenten wahrgenommen. Derzeitiger Präsident ist Akymbek A. Abdykalykov.
Zusammen mit europäischen Hochschulen und dem kirgisisch-chinesischen Ausbildungszentrum werden mediale und digitale Unterrichtsformen, wie des Teleteaching und Fernlehre genutzt. Die internationale Vernetzung mit Hochschulen in der russischen Föderation, den Vereinigten Staaten, Deutschland, Großbritannien, Frankreich, Österreich, Schweden, den Niederlanden, Estland, Thailand, Jordanien, Türkei, Indien, China sowie Südkorea werden durch Teilnahme an Programmen wie Tempus, Erasmus und des DAAD sichergestellt. Es gibt die Möglichkeit eines Double-Degree im Geoinformatik-Masterprogramm mit der Universität Salzburg. Alle drei Bildungsniveaus des Bologna-Systems für Bachelor- und Masterstudiengänge sowie Doktorandenprogramme werden umgesetzt. 

## Fachrichtungen
- Architektur
- Tragkonstruktionen
- Materialwissenschaften
- Architekturtheorie und -geschichte, Denkmalpflege
- Baubetrieb und Baumanagement
- Infrastruktur- und Verkehrswesen
- Gebäudetechnik